# Шерлок Холмс суочен са смрћу
Шерлок Холмс суочен са смрћу (енгл. Sherlock Holmes Faces Death) је амерички детективски филм из 1943. године, и шести филм у серијалу од четрнаест филмова о Шерлоку Холмсу у коме главне улоге играју Бејзил Ратбон и Најџел Брус. Филм је делимично базиран на причи „Ритуал Масгрејвових” Артура Конана Дојла из 1893. године. Иако су претходна три филма овог серијала били шпијунске авантуре током Другог светског рата са Холмсом и доктором Вотсоном као ликовима, овај филм означава повратак у чисту форму филмске мистерије. Иако су неки ликови у овом филму војници и рат се често спомиње, то није фокус приче.
Ово је други од три филма овог серијала у коме су заједно глумили Ратбон, Брус и Хилари Брук. Први је био Шерлок Холмс и глас страха (1942), а трећи је Жена у зеленом (1945).

## Радња
Доктор Вотсон ради и борави као лекар у вили Масгрејв у Нортамберланду, величанственом дому који се такође користи као болница за бројне војнике који пате од ратног шока.
Када Сали Масгрејв открије своја осећања према једном од рањених америчких ловачких пилота, капетана Пата Викерија, који се тренутно опоравља на породичном имању, њена браћа Џефри и Филип брзо показују своје неодобравање.
Тада једног од лекара који раде на имању, др Секстона, напада непознати нападач док је био у шетњи. Доктор Вотсон, који је задужен за здравствену установу, одлази по свог пријатеља Шерлока Холмса како би појаснио случај напада.
По доласку на имање, Холмс проналази беживотно тело једног од браће, Џефрија. Инспектору Лестраду из Скотланд Јарда додељен је случај да разреши убиство, и он одмах хапси капетана као осумњиченог.
Холмс је другог мишљења о капетановој кривици и наставља да истражује сам. Филип је формално постављен за новог шефа имања сутрадан уз помоћ своје сестре. Али, након само једног дана управљања имањем, и Филип је пронађен убијен, остављен у гепеку аутомобила.
Лестрад сумња да је породични батлер, Алфред Брантон, убица, јер је Филип управо био отпустио батлера. Покушавајући да ухапси батлера, Лестрад се изгуби у тајним пролазима виле. У међувремену, Холмс и Вотсон истражују посебан „Ритуал Масгрејвових” који породица користи за именовање новог поглавара породице. Проналазе речи коришћене у ритуалу скривене у Салиној соби и покушавају да копирају ритуал, што укључује понављање џиновске шаховске партије на коцкастом поду главног хола куће. Као шаховске фигуре у игри користе особље домаћинства.
Игра им открива трагове о породичној тајној гробници испод куће и тамо проналазе Брантона убијеног, држећи торбу у којој се налази стари документ. Холмс испитује тело тражећи трагове и поставља замку убици. Након што су се остали отишли на спавање, Холмс се ушуња назад у крипту и чека да се убица поново појави. Убрзо се појављује Секстон, где га Холмс суочава са доказима које је пронашао и посматрао током истраге. Секстон, међутим, успева да савлада Холмса и узме његов револвер. Тада Секстон признаје да је заиста он одговоран за убиства. Када покушава да пуца у Холмса, открива да су меци ћорци. Лестрад и Вотсон долазе му у помоћ и хапсе Секстона.
Објашњавајући Сали значење документа пронађеног у крипти, Холмс сугерише да је Секстон открио стару земљишну помоћ због које су Масгрејвови вредели милионе фунти, а затим убио оба брата и умешао капетана Викерија, надајући се да ће се оженити Сали која ће наследити имање. Секстон је такође покушао да окриви капетана тако да он не би могао да се ожени Сали. Сали уништава документ, не желећи да се обогати по цену туђих живота.
Одвозећи се са Вотсоном, Холмс размишља о Салином несебичном чину:
У земљи је завладао нови дух. Стари дани грабежи и похлепе полако одлазе у прошлост. Почињемо да размишљамо о томе шта некоме дугујемо, а не само о томе шта смо приморани да му пружимо. Долази време, Вотсоне, када нећемо моћи мирно да напунимо стомаке знајући да неко гладује, или спавамо у топлим креветима док други дрхте на хладноћи; кад не будемо могли да клекнемо и захвалимо Богу на благослову пред нашим блиставим олтарима, док негде људи клече у физичкој или у духовној потчињености.... А ако Бог да, доживећемо тај дан, Вотсоне.

## Улоге
| Глумац          | Улога             |
| --------------- | ----------------- |
| Бејзил Ратбон   | Шерлок Холмс      |
| Најџел Брус     | доктор Џон Вотсон |
| Денис Хуи       | инспектор Лестрад |
| Артур Маргетсон | др Боб Секстон    |
| Хилари Брук     | Сали Масгрејв     |
| Халивел Хобс    | Алфред Брантон    |
| Мина Филипс     | госпођа Хауелс    |
| Милберн Стоун   | капетан Викери    |
| Фредерик Уорлок | Џефри Масгрејв    |
| Гавин Мјур      | Филип Масгрејв    |
| Џералд Хамер    | мајор Лангфорд    |
| Мери Гордон     | госпођа Хадсон    |